# Ronaldo Medeiros
José Ronaldo Medeiros (Rio de Janeiro, 17 de fevereiro de 1965), é um servidor público e político brasileiro, filiado ao PT. Exerceu o mandato de deputado estadual entre 2011 à 2019, quando foi eleito suplente em 2018, voltando para o cargo em 2021 ao assumir a vaga de Marcelo Beltrão que se elegera prefeito de Coruripe.
Nas eleições de 2022, foi reeleito deputado estadual por AL.